# Pocé-sur-Cisse
Pocé-sur-Cisse är en kommun i departementet Indre-et-Loire i regionen Centre-Val de Loire i de centrala delarna av Frankrike. Kommunen ligger i kantonen Amboise som tillhör arrondissementet Tours. År 2022 hade Pocé-sur-Cisse 1 760 invånare.

## Befolkningsutveckling
Antalet invånare i kommunen Pocé-sur-Cisse
Referens:INSEE